# 三堡鎮 (軍鎮)
三堡镇，中国古代的军镇。
甘露元年（357年）前秦在三堡置镇，在今陕西省宜川县东北。后秦、北魏沿置。西魏文帝大统三年（537年），分割鄜州、延州二州地置汾州，治所在三堡镇。西魏废帝以河东汾州同名，改为丹州。三堡镇改为丹阳县。